# Massila ptyeloides
Massila ptyeloides är en insektsart som först beskrevs av Walker 1862.  Massila ptyeloides ingår i släktet Massila och familjen Flatidae. Inga underarter finns listade i Catalogue of Life.